# متلازمة ماكل - ويلز
متلازمة ماكل- ويلز (بالإنجليزي: Muckle–Wells syndrome) تسمى UDA،  إحدى متلأزمات الحمى الدورية، تحدث نتيجة لوجود طفرة في جين CIAS1 الذي يحمل معلومات عن بروتين كريوبيرين, وترتبط ارتباطا وثيقا مع متلازمة شرى البرد العائلي ومرض وليدي التهابي متعدد الأجهزة
وذلك لأن سبب حدوثهم هو طفرة في جين CIAS1 ,ويطلق عليهم المتلأزمات الدورية المرتبطة ببروتين كريوبيرين والمعروفة باسم كابس

## الأعراض
- صمم وفقدان تدريجي لحاسة السمع
- شرى راجع
- حمى
- نفاضة أو رجفة
- ألم والتهاب في المفاصل
- داء نشواني

## الأسباب المحتملة
وجود طفرة في الجين CIAS1 يؤدي إلى زيادة نشاط بروتين كريوبيرين (مسؤول جزئيا عن استجابة الجسم للمخاطر أو العدوى)
بالتالي يؤدي إلى زيادة إنتاج انترلوكين 1 بي من قبل الخلايا المناعية (المبلعمة)
الذي يتفاعل مع المستقبلات على سطح الخلايا المناعية ممايؤدي إلى حدوث الحمى ووعكات صحية وانتشار الالتهابات في جميع أنحاء الجسم 

## تاريخيا
اكتشفت متلازمة ماكل - ويلز عام 1962 بواسطة توماس جيمس مايكل وميشيل فرنون ويلس.

## العلاج
قد يؤدي الالتهاب المزمن في الأذن إلى الصمم ,كما يؤدي ترسب البروتين إلى حدوث الفشل الكلوي ولتفادي ذلك وتخفيف الآلام يعالج المرضى بـ:
- مستقبلات أناكينرا, إنْتَرلوكين-1 : تؤدي إلى تحسن السمع [4]
- أركالايست (رينولاسيبت): يؤدي إلى اندماج البروتين لعلاج المتلأزمات الدورية المرتبطة ببروتين كريوبيرين والمعروفة باسم كابس
- كاناكينوماب، ضد وحيد النسيلة -ضد انترلوكين بي-1

## وصلات خارجية
- NOMID Alliance, a non-profit charity devoted to CAPS diseases
- Muckle-Wells Syndrome Community on RareShare